# Zatrichodes
Zatrichodes is een geslacht van vlinders van de familie sikkelmotten (Oecophoridae), uit de onderfamilie Oecophorinae.

## Soorten
- Z. horrifica Meyrick, 1922
- Z. thyrsota Meyrick, 1914